# Gabriella Sica
Gabriella Sica (Viterbo, 24 ottobre 1950) è una poetessa e scrittrice italiana.

## Biografia
Trasferita a Roma dall'età di  dieci anni, si è laureata in Lettere all'Università "Sapienza" di Roma.
Dal 1980 al 1987 diresse la rivista di poesia Prato pagano, a cui parteciparono Beppe Salvia, Pietro Tripodo, Valerio Magrelli, Claudio Damiani, Marco Lodoli, Arnaldo Colasanti, Antonella Anedda, Paolo Prestigiacomo, Silvia Bre, Edoardo Albinati. Il 7 giugno 2018 è stata inaugurata alla Biblioteca Nazionale di Roma la mostra "Prato pagano e la poesia degli anni Ottanta" con manoscritti, disegni, fotografie e copertine della rivista, e si è conclusa l'8 ottobre 2018 con un seminario, "Prato pagano. Il futuro nell'antico".
Dopo avere pubblicato i suoi testi poetici su Prato pagano, ha collaborato con "Almanacco dello Specchio" (Mondadori).
Nel 1986 pubblica il suo primo libro di poesie, dal titolo La famosa vita e che vince l'anno successivo il Premio di Poesia Brutium-Tropea. Escono poi nel 1992 Vicolo del Bologna (finalista vincitore al Premio "San Pellegrino"), nel 1997 Poesie bambine, nel 2001 Poesie familiari (Fazi Editore), che vince il Premio Letterario Camaiore - Francesco Belluomini del 2002 ed è finalista vincitore al Premio Frascati di Poesia e al Premio Metauro.
Nel 1993 su iniziativa di Gabriella Sica e Nunzio Prestigiacomo (fratello di Paolo Prestigiacomo) e con il sostegno dell’amministrazione comunale di San Mauro Castelverde, viene indetto il Premio Letterario “Paolo Prestigiacomo”, per promuovere e riportare all’attenzione l’opera dello scrittore maurino; attualmente Gabriella Sica è Presidente della giuria del premio, giunto all'XI° edizione.
Ha curato un convegno nel 1993 con poeti e critici i cui interventi sono stati raccolti a cura sua e di Maria Ida Gaeta ne La parola ritrovata. Ultime tendenze della poesia italiana (Marsilio, 1995) e scritto un libro sulla metrica come risorsa tecnica e umana della poesia, Scrivere in versi. Metrica e poesia (Pratiche 1996). Sempre  nel 1995 ha partecipato  con un suo intervento, Amo il mio tempo, al volume Orazio. Arte poetica, a cura di Claudio Damiani, traduzione e note di Giacomo F. Rech.
Ha ideato, sceneggiato e realizzato per la Rai (Rai Educational diretta da Renato Parascandolo), alla fine degli anni Novanta, sei docufilm, con la regia di Gianni Barcelloni, sui alcuni grandi poeti italiani del Novecento come (Giuseppe Ungaretti, Eugenio Montale, Pier Paolo Pasolini, Umberto Saba, Sandro Penna e Giorgio Caproni): i primi tre sono stati pubblicati in videocassetta da Einaudi (2000 e 2001). Rai Cultura e Rai Scuola nel 2020 hanno messo a disposizione gratuitamente i docufilm di Gabriella Sica “Poeti del ‘900” sulla piattaforma RaiPlay.
Nel 2009 pubblica Le lacrime delle cose, vincitore del Premio Nazionale Alghero Donna di Letteratura e Giornalismo per la sezione poesia nel 2010, del Premio Garessio-Ricci, finalista vincitore al Premio Internazionale Dessì e al Premio Lucia Rodacanachi-Arenzano. 
Nel 2011, sul n. 41 della rivista di poesia  "Steve", di Carlo Alberto Sitta, è apparsa una sua autobiografia, Gabriella Sica. La sua vita per immagini. 
Nel settembre del 2014 Gabriella Sica ha ricevuto a Lerici il Premio Lerici Pea Golfo dei Poeti. 
A fine 2015 è uscito Cara Europa che ci guardi 1915-2015 (Cooper editore), presentato in anteprima al "Festival della Letteratura di viaggio" a Roma, e poi a "Book city" a Milano. 
Le poesie di Gabriella Sica sono state tradotte in francese, inglese, rumeno, turco, croato, catalano, persiano e, in particolare, in spagnolo (in alcune antologie di poesia italiana pubblicate in Spagna e con il volume "No sentirás el ruisenor que llora", nella traduzione di Mercedes Arriaga) 

## Opere

### In versi
- La famosa vita (Quaderni di Prato pagano, 1986, Premio Brutium-Poesia)
- Vicolo del Bologna (Pegaso, 1992, finalista Premio San Pellegrino)
- Poesie bambine (Milano, La Vita Felice, 1997)
- Poesie familiari (Roma, Fazi, 2001, Premio Camaiore, finalista Premio Metauro e Premio Frascati)
- Le lacrime delle cose (Milano, Moretti & Vitali, 2009)
- Tu io e Montale a cena. Poesie per Zeichen (Latiano-Milano, Interno Poesia, 2019)
- Sonetto sfrangiato, plaquette da una poesia, con una foto di Dino Ignani e un aforisma critico di Ugo Magnanti (Anzio, FusibiliaLibri, 2021)
- Poesie d’aria, (Latiano, Interno Libri Edizioni, 2022)

### In prosa
- Scuola di ballo (Rotundo, 1988, Premio Lerici-Golfo dei poeti)
- È nato un bimbo (Milano, Oscar Mondadori, 1990)
- La parola ritrovata - Ultime tendenze della poesia italiana (a cura di Gabriella Sica e Maria Ida Gaeta, Marsilio, 1995)
- Scrivere in versi - Metrica e poesia (Pratiche, 1996, ora in una edizione aggiornata e ampliata, Milano, Il Saggiatore, 2003)
- Sia dato credito all'invisibile - Prose e saggi (Marsilio, 2000)
- Introduzione a Campo di battaglia. Poesia a Roma negli anni ottanta di Flavia Giacomozzi (Castelvecchi, 2005)
- Emily e le altre. Con 56 poesie di Emily Dickinson, Cooper, 2010 ISBN 978-88-7394-165-1
- Cara Europa che ci guardi 1915-2015, Roma, Cooper, 2015
- Primula Campomaggiore, un'artista della Tuscia felice, Vetralla (Vt), Davide Ghaleb, 2019

### In video
- Giuseppe Ungaretti. Vita d'un uomo (Rai Educational-Einaudi, 2000)
- Eugenio Montale (Rai Educational-Einaudi, 2000)
- Pier Paolo Pasolini poeta (Rai Educational-Einaudi, 2001)
- Umberto Saba. Il Canzoniere (Rai Educational)
- Giorgio Caproni. Il seme del piangere (Rai Educational)
- Sandro Penna. Croce e delizia (Rai Educational)